# Борнхольм (аэропорт)
Аэропорт Бо́рнхо́льм  (дат. Bornholms Lufthavn; ИАТА: RNN, ИКАО: EKRN) — региональный аэропорт в Дании, расположенный в 5 км к юго-востоку от города Рённе на острове Борнхольм.
Используется для рейсов местного значения внутри Дании.

## История
Аэропорт был построен в 1940 году. Причиной для сооружения аэропорта стало обращение, принятое депутатами риксдага, властями Рённе, а также представителями авиакомпании SAS в 1935 году. Строительство началось в 1937 году, аэропорт открылся 16 ноября 1940 года.